# Schuld (Privatrecht)
Schuld bedeutet im Privatrecht die von einem Schuldner gegenüber seinem Gläubiger übernommene Leistungspflicht (Schuldpflicht). Das Nichtbestehen einer solchen Verpflichtung wird als Nichtschuld bezeichnet.

## Allgemeines
Im Privatrecht ist mit dem Schuldbegriff die „Verpflichtung zur Leistung“ gemeint (§ 241 BGB), also ein Tun, Dulden oder Unterlassen zur Erfüllung einer Verbindlichkeit. Das Wort Schuld ist zivilrechtlich nicht bloß der Singular von Schulden, denn unter letzteren werden lediglich Geldschulden erfasst. Vielmehr ist der zivilrechtliche Schuldbegriff umfangreicher und erfasst das gesamte Verschulden und Vertretenmüssen. Ein Verschulden etwa im Sinne der §§ 276 und 278 BGB (Vorsatz und Fahrlässigkeit beim Schuldner und auch bei Erfüllungsgehilfen) ist die Voraussetzung für das Entstehen einer Schuld. Umstritten ist, ob der zivilrechtliche und der strafrechtliche Schuldbegriff den gleichen Inhalt haben.

## Geschichte
In den Institutionen des hochklassischen Juristen Gaius finden sich um 160 n. Chr. im Regelungszusammenhang zum Recht der Sachen (lateinisch res) auch Obligationen (lateinisch obligatio). Im Rahmen des später so genannten Institutionensystems, wurden das Sachen- und das Schuldrecht im rechtlichen Zusammenhang geregelt. Der Vertrag (lateinisch contractus) war ein schuldbegründender Tatbestand, wobei nach Gaius „jede Obligation aus Kontrakt oder aus Delikt“ entstand. Er unterschied die vertraglichen Obligationen nach Sachübereignung sowie mündlichem beziehungsweise schriftlichem Leistungsversprechen. Letzteres wurde zu Beweiszwecken im Hausbuch des Gläubigers eingetragen. Die Schuldverhältnisse wurden ebenso wie die Erbschaft (lateinisch hereditas) und der Nießbrauch (lateinisch usufructus) somit als unkörperliche Sachen (lateinisch res incorporales) angesehen.
Dem Deutschen Wörterbuch der Brüder Grimm zufolge stammt das Wort Schuld aus dem germanischen Wort „skulan“ für „sollen“. Hiervon abgeleitet ist der frühere westgermanische Dorfschulze, der die Mitglieder einer Gemeinde zur Leistung ihrer Schuldigkeit anhielt. Die germanistische Fachliteratur fasste Schuld und Haftung als nebeneinander existierende, verschiedenartige Wurzeln der Obligation auf. Das germanische Recht trennte Schuld und Haftung; Schuld ist das Leistensollen, Haftung das Einstehen für den Fall der Nichterfüllung. Das althochdeutsche „skuld“ aus dem Jahre 765 stand für „Schuldigkeit“. Ortolph Fuchsberger übersetzte die Obligation erst im Jahre 1538 mit „Verpflichtung“. Das eine Schuld oder Schulden tragende Rechtssubjekt heißt entsprechend Schuldner, dessen Schuld kann aus einem vertraglichen oder gesetzlichen Schuldverhältnis herrühren. 
Die deutschen Worte Pflicht, Verbindlichkeit und Schuld sollten 1853 Alois von Brinz zufolge das „Wesen der obligatio“ besser zum Ausdruck bringen. Er vertrat 1874 die Auffassung, dass die obligatio nicht Forderung oder Schuld sei, sondern Gebundenheit oder Haftung des Schuldners. Auch der begriffliche Gegensatz von Schuld und Haftung ist 1879 auf Alois von Brinz zurückzuführen. Die Haftung des Schuldners erstreckte sich damals lediglich auf dessen Vermögen; er konnte jedoch früher wegen nicht erfüllter Schuld auch persönlich in Haftung genommen werden durch die Schuldknechtschaft oder das Schuldgefängnis. Diese „Schuldhaft“ wurde in Frankreich bereits 1867 aufgehoben, gefolgt von Österreich (1868), England (mit dem Debtors Act aus 1869), der Schweiz (1874) oder Schweden (1879). Der Norddeutsche Bund schuf sie mit dem Gesetz vom 29. Mai 1868 ab. 
Das dem römischen Institutionensystem folgende und im Januar 1812 in Kraft getretene österreichische ABGB behandelt das Schuldrecht in den §§ 859 ff. ABGB. In der Schweiz trat das Obligationenrecht im Januar 1883 in Kraft und behielt mit seinem Namen die römischrechtliche Bezeichnung bei. Das seit Januar 1900 in Kraft befindliche deutsche BGB ist im zweiten Buch mit „Recht der Schuldverhältnisse“ überschrieben, worin das gesamte Schuldrecht geregelt ist. Das BGB erwähnt den Rechtsbegriff der Schuld insbesondere in Kompositionen wie Bringschuld, Gattungsschuld, Holschuld, Schickschuld, Stückschuld, Grundschuld oder Rentenschuld. Hierbei meint das BGB beim Begriff der Schuld oft die Geldschuld (gesetzlicher Zinssatz des § 246 BGB, siehe auch § 272 BGB).

## Übertragbarkeit
Eine Schuld muss nicht bis zu ihrer Erfüllung beim selben Schuldner verbleiben, sondern sie kann den Schuldner wechseln. Überträgt der Schuldner seine Verpflichtung auf ein anderes Rechtssubjekt, so ist gemäß § 414 BGB diese Schuldübernahme zwischen Gläubiger und neuem Schuldner zu vereinbaren. Auch eine Schuldübernahme zwischen Neuschuldner und Altschuldner ist möglich, wenn der Gläubiger dies genehmigt (§ 415 Abs. 1 BGB). Durch die Schuldübernahme wird der Inhalt der Schuld nicht verändert (§ 417 Abs. 1 BGB), allerdings erlöschen gemäß § 418 Abs. 1 BGB mit der Schuldübernahme die für die Forderung bestellten akzessorischen Kreditsicherheiten (Bürgschaft, Hypothek und Pfandrecht).
Im Falle der Abtretung der Forderung bedarf es nicht der Mitwirkung des Schuldners, vielmehr kommt der Vertrag zwischen Zedent und Zessionar zustande (§ 398 BGB).

## Schuld und Haftung
Schuld und Haftung sind inhaltlich getrennte Rechtsbegriffe, die jedoch im Regelfall gemeinsam auftreten. Rechtsdogmatisch bildet Schuld und Haftung eine organische Einheit, denn die nicht erfüllte Schuld entwickelt sich zur Haftung. Ohne Haftung bliebe nämlich die Nichterfüllung der Schuld folgenlos. Der Inhalt der Schuld gibt die Bedingungen an, unter denen die Haftung realisiert wird (Nichterfüllung) oder entfällt (Erfüllung). Jede Schuld begründet deshalb auch automatisch die unbeschränkte persönliche Vermögenshaftung des Schuldners. Eine bloß persönliche Haftung des Schuldners etwa in Form des Schuldgefängnisses gibt es nicht mehr. Die Vermögenshaftung kann sich in der Zwangsvollstreckung durch Pfändung in das pfändbare Vermögen äußern, die der Gläubiger betreiben kann, wenn sein Schuldner nicht erfüllen kann oder will.
Zur Trennung von Schuld und Haftung kommt es bei den Fällen der Schuld ohne Haftung, der Haftung ohne Schuld und der beschränkten Haftung. Zur Schuld ohne Haftung gehört beispielsweise die Naturalobligation, der zwar eine Schuld zugrunde liegt, aber der Schuldner hierfür nicht haften muss, etwa bei Verjährung (§ 214 Abs. 1 BGB) oder Spielschulden (§ 762 Abs. 1 BGB). Eine Haftung ohne Schuld liegt vor, wenn jemand Kreditsicherheiten als Sicherungsgeber für die Schulden eines anderen bestellt (etwa der Bürge). Eine auf das Erbschaftsvermögen begrenzte Haftung übernimmt der Erbe für Nachlassverbindlichkeiten (§ 1975 BGB).